# Episodi di Moesha (seconda stagione)
La seconda stagione della serie televisiva Moesha è stata trasmessa in anteprima negli Stati Uniti d'America dalla UPN tra il 27 agosto 1996 e il 20 maggio 1997.
| nº | Titolo originale                         | Titolo italiano | Prima TV USA      | Prima TV Italia |
| -- | ---------------------------------------- | --------------- | ----------------- | --------------- |
| 1  | The List                                 |                 | 27 agosto 1996    |                 |
| 2  | Credit Card                              |                 | 3 settembre 1996  |                 |
| 3  | Mama Said Knock You Out                  |                 | 10 settembre 1996 |                 |
| 4  | Basket Case                              |                 | 17 settembre 1996 |                 |
| 5  | The Whistle Blower                       |                 | 24 settembre 1996 |                 |
| 6  | Labels                                   |                 | 1º ottobre 1996   |                 |
| 7  | Women Are from Mars, Men Are from Saturn |                 | 15 ottobre 1996   |                 |
| 8  | Ichi, Ni, San, shi Look - Clarkzilla     |                 | 29 ottobre 1996   |                 |
| 9  | A Concerted Effort (Part 1)              |                 | 5 novembre 1996   |                 |
| 10 | A Concerted Effort (Part 2)              |                 | 5 novembre 1996   |                 |
| 11 | The Regulations of Love                  |                 | 12 novembre 1996  |                 |
| 12 | There's No Place Like the Mitchell Home  |                 | 19 novembre 1996  |                 |
| 13 | Road Trip                                |                 | 26 novembre 1996  |                 |
| 14 | Guess Q's Coming to Dinner               |                 | 7 gennaio 1997    |                 |
| 15 | Mentor                                   |                 | 14 gennaio 1997   |                 |
| 16 | Break a Leg                              |                 | 28 gennaio 1997   |                 |
| 17 | Who Moved the Charity Stripe?            |                 | 4 febbraio 1997   |                 |
| 18 | Back to Africa                           |                 | 11 febbraio 1997  |                 |
| 19 | Strike a Pose                            |                 | 18 febbraio 1997  |                 |
| 20 | Songs in the Key of Strife               |                 | 18 marzo 1997     |                 |
| 21 | Hakeem's Birthday                        |                 | 29 aprile 1997    |                 |
| 22 | For Better or Worse                      |                 | 6 maggio 1997     |                 |
| 23 | Cold Busted                              |                 | 13 maggio 1997    |                 |
| 24 | Prom Fright                              |                 | 20 maggio 1997    |                 |